# Campeonato Mundial de Esgrima de 1925
El IV Campeonato Mundial de Esgrima se celebró en Ostende (Bélgica) en 1925 bajo la organización de la Federación Internacional de Esgrima (FIE) y la Real Federación Belga de Esgrima.

## Medallistas

### Masculino
| Evento           | Oro                 | Plata                 | Bronce                    |
| ---------------- | ------------------- | --------------------- | ------------------------- |
| Sable individual | János Garay Hungría | Jenő Uhlyárik Hungría | Attila Petschauer Hungría |

## Medallero
| Núm. | País    | Oro | Plata | Bronce | Total |
| ---- | ------- | --- | ----- | ------ | ----- |
| 1    | Hungría | 1   | 1     | 1      | 3     |
|      | TOTAL   | 1   | 1     | 1      | 3     |